# Драговитийска епархия
 Тази статия е за историческата и титулярната православна епархия.  За римокатолическата вижте Драговитийска епархия (Римокатолическа църква).  За богомилската вижте Драговитийска епархия (Богомилска църква).
Драговитийска епархия (на гръцки: Επισκοπή Δραγβίστας, Δρουγουβιτείας) е историческа православна епископия, подчинена на Солунската митрополия на Вселенската патриаршия, съществувала в IΧ век. Днес епархията е титулярна епископия на Българската православна църква.

## История
Засвидетелствана е за пръв път в 879 година, когато нейният епископ Петър участва в Константинополския църковен събор, възстановил патриарх Фотий I Константинополски (879 - 880).
Епархията носи името на славянското племе драговити, заселили се западно от Солун в VII век и с тема Драговития, разположена между Бистрица и Вардар.
Не е известно седалището на епархията и точно какви области са включени в нейната юрисдикция. Някои автори смятат, че седалището е било при днешното село Постолар (Агии Апостоли), Ениджевардарско, а други в днешното село Пископия (Епископи), Негушко. След края на IX век епархията не е засвидетелствана в други източници и се смята, че е закрита или обединена със съседна епархия - Берската или Камбанийската.
През ХІ век съдия на Другувития, чието име не е съхранено, води корепонденция с друг византийски администратор от Констанция и отпечатък от печат на първия е открит в местността Градището край Симеоновград. През същия период Михаил Склир – протопроедър и анаграф на Другувития, води още по-активна кореспонденция, след като други 10 екземпляра на отпечатъка на същия чиновник са намерени в различни селища в страната. Според някои автори родопската и македонската Драговития са различни.
Според Пол Готие формата Δραγβίστας, запазена в най-стария известен препис от ХІІІ век на Пространното житие на Свети Климент Охридски, като титла на Свети Климент е оригиналната, а алтернативната Дрембица (Дебрица) е изкривяване.
Епископи
| Име   | Име    | Управление        |
| ----- | ------ | ----------------- |
| Петър | Πέτρος | споменат в 879 г. |

Титулярни епископи на Българската екзархия и Българската патриаршия
| Име                         | Управление                       |
| --------------------------- | -------------------------------- |
| Йосиф (Бакърджиев)          | 29 юни 1909 – 7 септември 1914   |
| Павел (Константинов)        | 27 март 1921 – 23 март 1923      |
| Харитон (Вълчев-Аджамовски) | 14 януари 1924 – 25 март 1958    |
| Йоан (Николов)              | 1 юли 1969 – 13 ноември 2005     |
| Даниил (Николов)            | 20 януари 2008 – 4 февруари 2018 |
| Василий (Савов)             | 6 юли 2025                       |